# Henry Lynch-Staunton
Henry George Lynch-Staunton (ur. 5 listopada 1873 w Bembridge, zm. 15 listopada 1941 w Berwick-upon-Tweed) – brytyjski strzelec, medalista olimpijski z Londynu (1908).

## Kariera
Lynch-Staunton wystartował tylko na igrzyskach w 1908 w Londynie w dwóch konkurencjach. Było to strzelanie z pistoletu dowolnego z 50 jardów indywidualnie i drużynowo (50 jardów – w przybliżeniu 45,7 m). Indywidualnie zdobył 443 punkty, dzięki czemu zajął 13. miejsce. Nieco lepiej poradził sobie w zawodach drużynowych, w których uzyskał 446 punktów (na 600 możliwych). Dzięki przyzwoitym wynikom ekipa brytyjska w składzie: Henry Lynch-Staunton, Jesse Wallingford, Geoffrey Coles i William Ellicott, zdobyła brązowy medal olimpijski.

### Wyniki olimpijskie
| Igrzyska | Konkurencja                            | Wynik                                 | Miejsce    | Źródło |
| -------- | -------------------------------------- | ------------------------------------- | ---------- | ------ |
| IO 1908  | Pistolet dowolny, 50 jardów            | 443 punkty                            | 13 (na 43) | [ 2 ]  |
| IO 1908  | Pistolet dowolny, 50 jardów, drużynowo | 446 punktów ind. (1817 punktów druż.) | 3 (na 7)   | [ 3 ]  |